# Perissolestes cornutus
Perissolestes cornutus – gatunek ważki z rodziny Perilestidae. Występuje na terenie Ameryki Południowej.